# Brioux-sur-Boutonne
Brioux-sur-Boutonne là một xã trong tỉnh Deux-Sèvres trong vùng Nouvelle-Aquitaine ở phía tây nước Pháp. Xã này nằm ở khu vực có độ cao trung bình 51 mét trên mực nước biển. Sông Boutonne chảy qua thị trấn.